# Orbiter Space Flight Simulator
Orbiter Space Flight Simulator ou simplesmente Orbiter é um simulador de voo espacial freeware para o sistema operacional Windows. Com fácil instalação, a primeira versão foi criada em 27 de novembro de 2000 pelo Dr. Martin Schweiger, professor pesquisador sênior da University College London, que achava que os simuladores de voo espacial na época estavam com falta de modelos de voo baseados em física realista, e decidiu escrever um simulador que fez a aprendizagem divertida dos conceitos de física. Ela tem sido usada como um instrumento de ensino nas salas de aula e uma comunidade de desenvolvedores  de add-on criaram uma infinidade de add-ons para permitir aos usuários voarem em variados simuladores de espaçonaves e adicionar novos planetas ou sistemas solares.
A mais recente versão é de 30 de Agosto de 2010 de número 100830.
Com este simulador é possível realizar voos da Terra à Lua ou um passeio na órbita de Marte, além de acoplar o ônibus espacial (vaivém espacial) Atlântis à Estação Espacial Internacional (ISS), recriar missões espaciais históricas, como o trágico voo da Apollo 13 ou da sonda Galileo, ou até mesmo rever eclipses lunares ou solares.
Há um banco de dados com o posicionamento de mais de 100 mil estrelas, podendo-se ver o traçado das constelações no céu. No entanto, não é possível realizar viagens interestelares, pois o simulador limita-se ao sistema solar.
Com os add-ons, é possível expandir sua experiência, com novas espaçonaves e projetos, como voar com outras naves da frota dos ônibus espaciais, ou até mesmo relembrar as antigas missões Apóllo, além de poder baixar mais bases, mais planetas e até espaçonaves futuristas. Também há um add-on para incluir som e música ao jogo, pois o original não possui qualquer tipo de som, além de outro "add-on" feito pelo mesmo criador que adiciona personagens e bases infláveis.
Por ser extremamente realista, é preciso paciência e um pouco de leitura sobre física no manual do simulador para começar as viagens espaciais e conseguir entrar em órbita planetária. Mas tais momentos certamente serão compensados pela magnífica visão da exploração espacial.